# Недостижимият мост (филм)
Недостижимия мост (на англ. – A Bridge Too Far) е американо-британски филм от 1977 година, на режисьора Ричард Атънбъроу, създаден по едноименния роман на Корнелиъс Райън.
Филмът преразказва една от най-мащабните десантни операции по време на Втората световна война – Операция „Маркет-Гардън“.

## Актьори и роли (Съюзници)
| Актьор         | Роля                                                |
| -------------- | --------------------------------------------------- |
| Дърк Богард    | Генерал Фредерик Браунинг, Британска армия          |
| Джеймс Каан    | сержант Еди Дохън, Армия на САЩ                     |
| Майкъл Кейн    | Генерал Джон Ванделор, Британска армия              |
| Шон Конъри     | Генерал Робърт Ъркърт, Британска армия              |
| Едуард Фокс    | Генерал Брайън Хорокс, Британска армия              |
| Елиът Гулд     | Полковник Робърт Стаут, Армия на САЩ                |
| Джин Хекман    | Генерал Станислав Сосабовски, Полска свободна армия |
| Антъни Хопкинс | Генерал Джон Фрост, Британска армия                 |
| Райън О'Нийл   | Генерал Джеймс Гавин, Армия на САЩ                  |
| Робърт Редфорд | Майор Джулиън Кук                                   |
| Денъм Елиът    | метеорологичен офицер                               |

## Актьори и роли (Немци)
| Актьор          | Роля                                 |
| --------------- | ------------------------------------ |
| Харди Крюгер    | Бригаденфюрер от СС Луддвиг          |
| Максимилиан Шел | Обергрупенфюрер от СС Вилхелм Битрих |
| Волфганг Прейс  | Фелдмаршал Герд фон Рундщет          |
| Валтер Кохут    | Фелдмаршал Валтер Модел              |
| Хартмут Бекер   | Германски часовой                    |